# Clásica de Almería 2002
La Clásica de Almería 2002, diciassettesima edizione della corsa, si disputò il 3 marzo 2002 su un percorso di 174 km. Fu vinta dall'italiano Massimo Strazzer, che terminò in 3h54'36". La gara era classificata di categoria 1.3 nel calendario dell'UCI.

## Classifiche finali

### Ordine d'arrivo (Top 10)
| Pos. | Corridore          | Squadra      | Tempo    |
| ---- | ------------------ | ------------ | -------- |
| 1    | Massimo Strazzer   | Phonak       | 3h54'36" |
| 2    | Markus Zberg       | Rabobank     | s.t.     |
| 3    | Marc Lotz          | Rabobank     | s.t.     |
| 4    | Ángel Edo          | Milaneza     | s.t.     |
| 5    | Iñigo Landaluze    | Euskaltel    | s.t.     |
| 6    | Torsten Nitsche    | Saeco        | s.t.     |
| 7    | Pablo Lastras      | iBanesto.com | s.t.     |
| 8    | Alejandro Valverde | Kelme        | s.t.     |
| 9    | Ėduard Gricun      | Itera        | s.t.     |
| 10   | Gustavo Toledo     | Jazztel      | s.t.     |

### Classifica della montagna
| Pos. | Corridore         | Squadra      | Punti |
| ---- | ----------------- | ------------ | ----- |
| 1    | Pedro Cardoso     | Milaneza     | 22    |
| 2    | Francisco Mancebo | iBanesto.com | 20    |
| 3    | Rafael Casero     | Jazztel      | 10    |
| 4    | Francisco Vila    | iBanesto.com | 8     |
| 5    | David Navas       | iBanesto.com | 7     |

### Classifica mete volanti
| Pos. | Corridore      | Squadra     | Punti |
| ---- | -------------- | ----------- | ----- |
| 1    | Gustavo Toledo | Jazztel     | 3     |
| 2    | Gorka Beloki   | ONCE-Eroski | 3     |

### Classifica sprint
| Pos. | Corridore           | Squadra      | Punti |
| ---- | ------------------- | ------------ | ----- |
| 1    | Rafael Casero       | Jazztel      | 3     |
| 2    | Jorge Capitán       | Relax        | 3     |
| 3    | David Navas         | iBanesto.com | 2     |
| 4    | José Manuel Maestre | Relax        | 2     |
| 5    | Fabian Jeker        | Milaneza     | 1     |

### Classifica a squadre
| Pos. | Squadra                      | Tempo     |
| ---- | ---------------------------- | --------- |
| 1    | Phonak Hearing Systems       | 11h43'48" |
| 2    | Team Nürnberger Versicherung | s.t.      |
| 3    | Euskaltel-Euskadi            | s.t.      |
| 4    | Relax-Fuenlabrada            | s.t.      |
| 5    | Rabobank                     | s.t.      |